# Завальнюк Михайло Ярославович
Михайло Ярославович Завальнюк (1 січня 1950 — 4 березня 2009, похований у Золочеві) — український і радянський футболіст, радянський та український тренер. Кандидат у майстри спорту СРСР.

## Кар'єра гравця
Випускник Золочівської ДЮСШ. В 1968 році став срібним призером України СТ «Трудові резерви». У 1970 році став чемпіоном збройних сил СРСР. Розпочав виступи на професійному рівні у складі СКА (Львів). Протягом 1972—1974 рр. виступав за клуб «Будівельник» (Тернопіль). Після розформування команди переїхав у Хмельницький, де захищав кольори місцевих «Динамо», «Хвилі», а пізніше — «Поділля». Після першого свого сезону у синьо-білих кольорах, Михайло Завальнюк став улюбленцем місцевої публіки. Завершив виступи на професійному рівні в 1979 році. Потім на аматорському рівні грав у «Ватрі» (Тернопіль), «Зорі» (Хоростків), «Ниві» (Теребовля) і «Колосі» зі Зборова.

## Тренерська кар'єра
Після завершення кар'єри гравця, почав тренувати аматорські колективи Тернопільської області. У 1996 році під керівництвом Михайла Завальнюка «Зоря» (Хоростків) стала переможцем другої групи чемпіонату України серед аматорів. У 2000 році очолив новостворену команду «Тернопіль-Нива-2». Після розформування команди у 2002 році, був головним тренером «Ниви» (Тернопіль). Потім тренував «Авіаносець» (Чортків), а також «Сокіл» (Золочів). І здобув з ними Супер-кубки відповідно Тернопільської області (2003) та Львівської (2008).

## Вшанування
18 березня 2017 року в Золочеві відбувся II-й турнір з міні-футболу серед ветеранів пам'яті Михайла Завальнюка.